# Revista de Botánica (Tokio)
La Revista de Botánica (Tokio) (abreviado en inglés Bot. Mag. (Tokyo)) fue una revista con ilustraciones y descripciones botánicas que fue editada en Tokio desde 1887 hasta 1992. Se publicaron 105 números con el nombre de Shokubutsu-gaku Zasshi. Fue reemplazada por Journal of Plant Research.